# Wilhelm Schößler
Wilhelm Schößler (* 22. Februar 1884 in Ober Waldenburg; † 14. März 1955 in Gladbeck) war ein deutscher Gewerkschafter und Politiker (SPD).

## Leben
Wilhelm Schößler wurde als Sohn eines Bergmanns geboren. Nach dem Besuch der Volksschule absolvierte er eine Tischlerlehre, ging danach auf Wanderschaft und arbeitete anschließend als Tischler in verschiedenen Orten Deutschlands. Er leistete von 1904 bis 1906 Militärdienst beim Infanterie-Regiment Nr. 17 und nahm von 1914 bis 1918 als Soldat am Ersten Weltkrieg teil. Während des Krieges wurde er in Frankreich, Rumänien und Galizien eingesetzt, im November 1916 verwundet und mit dem Eisernen Kreuz ausgezeichnet. Nach dem Krieg arbeitete er als Tischler in Waldenburg-Altwasser. Von 1930 bis 1933 war er als Büroangestellter für den Kreisausschuss in Waldenburg tätig.
Schößler trat 1902 in die SPD ein und wurde im gleichen Jahr Mitglied des Holzarbeiterverbandes. Von 1908 bis 1933 war er mit kurzen Unterbrechungen Vorsitzender der SPD sowie Vorsitzender der Niederlassung des Holzarbeiterverbandes in Waldenburg. Seit 1928 war er Vorstandsmitglied der SPD im Kreis Waldenburg. Daneben fungierte er als Gesellschafter der Schlesischen Bergwacht, für die er auch Beiträge verfasste. Von 1924 bis 1928 war er Stadtverordneter und von 1928 bis 1933 ehrenamtlicher (unbesoldeter) Stadtrat in Waldenburg. Am 27. Dezember 1929 rückte er über die Landesliste als Abgeordneter in den Preußischen Landtag nach, dem er bis 1933 angehörte.
Während der Zeit des Nationalsozialismus wurde Schößler von März bis Dezember 1934 in den Gefängnissen in Waldenburg, Schweidnitz und Breslau inhaftiert. Im Juni 1946 wurde er aus Schlesien ausgewiesen. Er siedelte in die Britische Besatzungszone über und ließ sich im Ruhrgebiet nieder. Von 1946 bis 1947 war er Parteisekretär der SPD in Gelsenkirchen.